# Флаг Монако
Флаг Монако представляет собой полотнище с двумя равновеликими полосами, размещёнными горизонтально. Сверху — полоса красного цвета, снизу — белого.
Принят в 1861 году во время правления князя Карла II. Цвета флага связаны с цветами княжеского рода Гримальди, представители которого правят княжеством с эпохи средневековья. Монакские флаги красных и белых гербовых цветов известны с 1339 года. В XIV—XVIII веках они представляли собой полотнище из красных и белых ромбов либо были белыми с полным гербом в центре. Последний флаг официально считается правительственным, хотя вывешивается редко.
В конце XVIII века Монако было присоединено к Франции, но в 1814 году после падения Наполеона правление династии Гримальди в Монако было восстановлено. Тогда же появился и нынешний монакский флаг, получивший рисунок в виде двух горизонтальных полос красного и белого цветов. Официально он утверждён только в 1881 году.
Сходство флагов Монако и Индонезии послужило поводом для дипломатического конфликта. Когда правительству Монако стало известно, что Индонезийская Республика в 1945 году приняла такой же, как у Монако, флаг, оно выразило по этому поводу официальный протест. Однако протест был отклонён на том основании, что флаг Индонезии по происхождению является более древним, чем флаг Монако.

## Правительственный флаг
Правительственный флаг Монако — белое полотнище с изображением полного герба Монако. Используется в правительственных учреждениях, дворце князя Монако, в присутствии правительственных должностных лиц, и как стеньговый флаг на яхте князя.

## Похожие флаги

Флаг Индонезии
Флаг Сингапура
Флаг Гессена
Флаг Польши
Флаг Богемии
Флаг Верхней Австрии